# Ahrensia
Ahrensia ist eine Gattung von Bakterien. Arten kommen im Meerwasser vor.

## Merkmale
Die Arten benötigen Sauerstoff (aerob), der Stoffwechseltyp ist die Atmung mit Sauerstoff als terminalem Elektronenakzeptor. Der Katalase- und der Oxidase-Test verlaufen positiv.
A. kielensis toleriert mit 4 °C noch relativ niedrige Temperaturen. Allerdings gibt es unterschiedliche Angaben bezüglich der Wachstumstemperatur von A. kielensis. Die Art A. marina zeigt Wachstum bei Temperaturen von 10 bis 37 °C, bestes Wachstum wurde bei 28 °C beobachtet.
Das dominierende Chinon ist Ubichinon-10. Der GC-Gehalt der DNA beträgt bei Ahrensia marina 50,1 und bei A. kielensis
48,1.

## Systematik
Renate Ahrens klassifizierte im Jahr 1968 eine neue marine Art in der Gattung Agrobacterium als Agrobacterium kieliense. Untersuchungen der DNA und rRNA zeigten, dass Agrobacterium kieliense nicht zu der Gattung Agrobacterium zählte. Aufgrund weiterer Untersuchungen im Jahr 1998 wurde Agrobacterium kieliense einer neuen Gattung, Ahrensia, als Ahrensia kieliense zugeordnet. Der Name wurde später korrigiert, der korrekte Name lautet nun Ahrensia kielensis.
Ahrensia zählt zu der 2020 aufgestellten Familie Ahrensiaceae. Neben Ahrensia zählt hierzu noch die 2012 beschriebene Gattung Pseudahrensia. Bis 2020 wurde Ahrensia noch der Familie Rhodobacteraceae zugeteilt.
Im Januar 2024 wurden zwei Arten der Gattung zugeteilt:
- Ahrensia kielensis (ex Ahrens 1968) Uchino et al. 1999
- Ahrensia marina Liu et al. 2016

## Namensherkunft
Der Name Ahrensia soll an die Erstbeschreiberin, Renate Ahrens, erinnern. Sie beschrieb die Art im Jahr 1968. Damals wurde die Art noch der Gattung Agrobacterium zugeordnet.

## Ökologie
Die bis 2023 beschriebenen Arten, Ahrensia kielensis und A. marina wurden beide aus Meerwasser isoliert: A. kielensis aus brackigen Meerwasser der Ostsee und A. marina aus dem Ostchinesischem Meer. Stämme mit einer Ähnlichkeit von 98 % zu A. kielensis wurden aus mit Öl verseuchten Sedimenten isoliert. Der dort isolierte Stamm kann in einem Substrat aus einer Mischung aus aliphatischen und aromatischen Kohlenwasserstoffen wachsen.